# Cerithiella macroura
Cerithiella macroura là một loài ốc biển rất nhỏ, là động vật thân mềm chân bụng sống ở biển trong họ Cerithiopsidae. Nó được Melvill and Standen mô tả năm 1912.